# Evžen Čihák
Evžen Čihák (31. května 1885, Vinkovci, Rakousko-Uhersko, dnes Chorvatsko – 8. května 1958, Praha, Československo) byl český průkopník letectví, bratranec a zpočátku též spolupracovník Jana Kašpara.

## Galerie

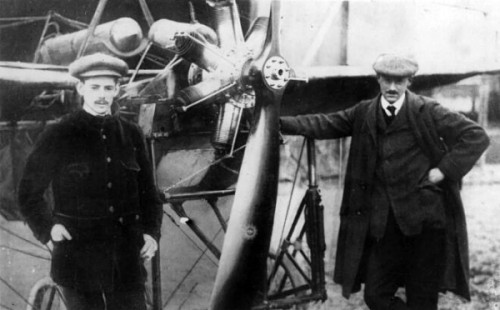
Evžen Čihák (vlevo) a Jan Kašpar (vpravo)
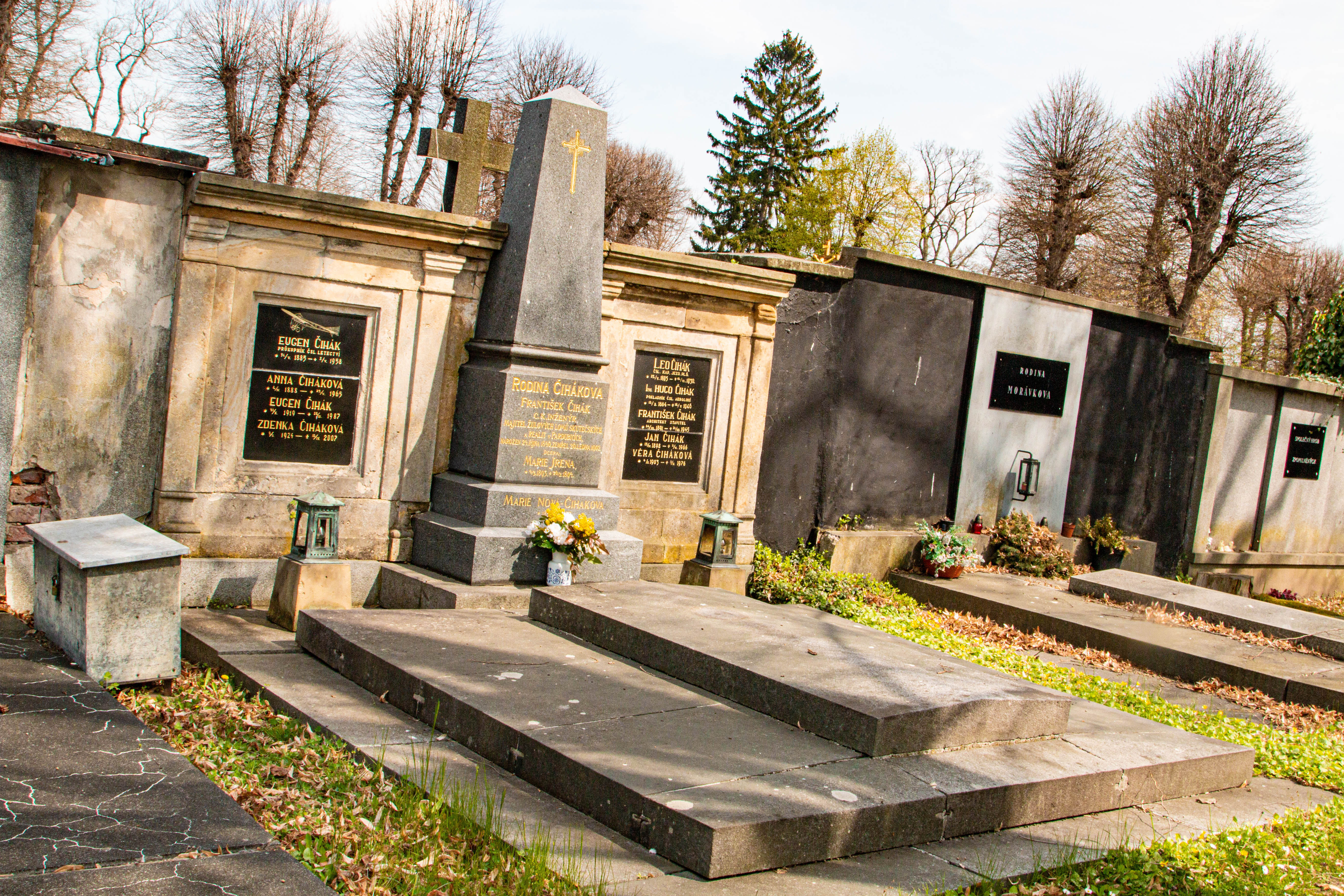
Hrob Evžena Čiháka na Centrálním hřbitově v Pardubicích